# Музика Југославије
Музика Југославије је музика настала за време постојања Југославије, обухватајући период између 1918. и 1992. године. Најзначајнија музичка сцена настала је у каснијем периоду Социјалистичке Федеративне Републике Југославије, а укључује међународно признате уметнике као што су: алтернативни музички састави Лајбах и Дисциплина Кичме који су се појавили на МТВ-у; уметници класичне музике као што су Иво Погорелић и Стефан Миленковић; народни уметници као што је ромска певачица Есма Реџепова; допринос музичара ЈУ рок мисије; извођачи Песме Евровизије као што су победница Рива и Тереза Кесовија која је представљала Монако на Песми Евровизије 1966. и сопствену земљу 1972. године, и многе друге. Сходно томе, најраширенија актуелна формална и неформална употреба термина Музика Југославије, како на локалном тако и на међународном нивоу, увек се односи на музику Друге Југославије. Примери употребе: бивши југословенски бендови, рок сцена у бившој Југославији итд.

## Категорије

### Музика СФР Југославије
- Југословенска поп и рок сцена - која обухвата поп музику и рок музику:
  - Нова таласна музика у Југославији
  - Сарајевска школа поп рока
  - Панк рок у Југославији
  - Нови примитивизам
  - ЈУ рок мисија
  - Југославија на Песми Евровизије
  - Новокомпонована народна музика
- Народна музика
- Југословенске партизанске песме

### Дискографске куће
- Југотон (Загреб)
- ПГП-РТБ (Београд)
- ЗКП РТЉ (Љубљана)
- Дискотон (Сарајево)
- Југодиск (Београд)
- Suzy (Загреб)

### Бивше југословенске земље
За музику држава насталих након распада Југославије 1991. погледајте:
- Музика Северне Македоније
- Музика Србије
- Музика Војводине
- Музика Хрватске